# Паровоз

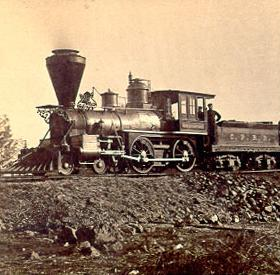
Gov. Stanford, типовий американський паротяг 19-го сторіччя

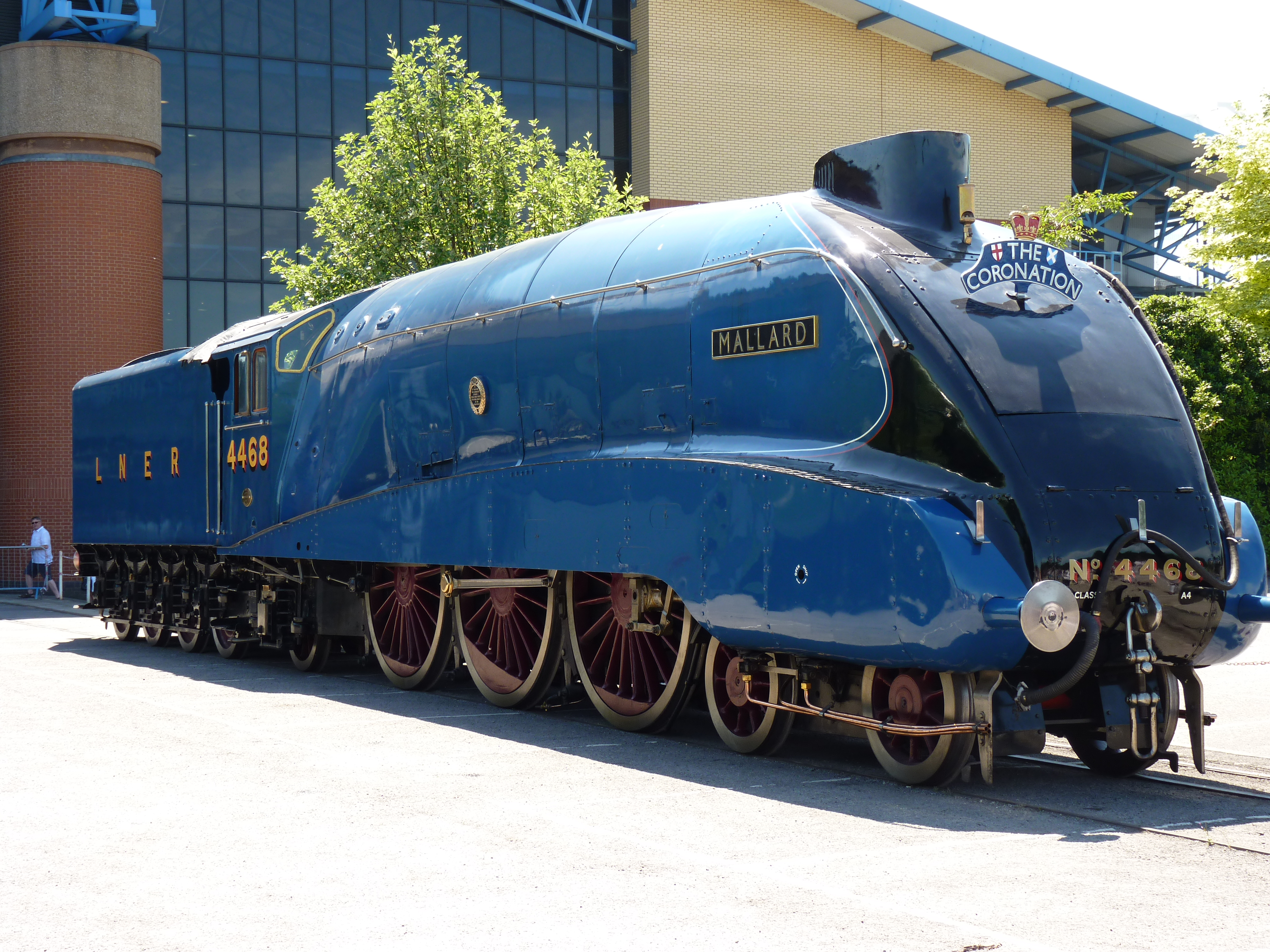
Mallard № 4468 — найшвидший паровий локомотив у світі

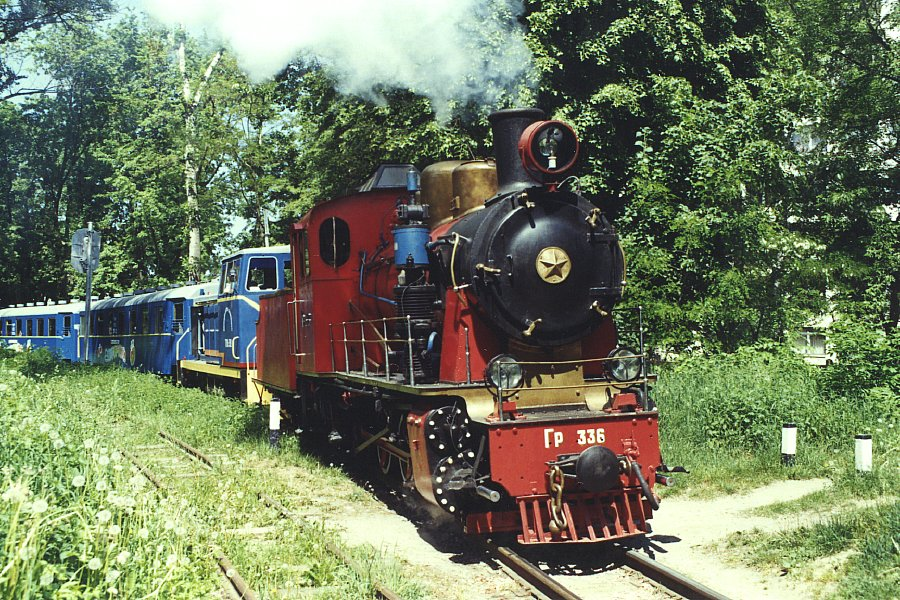
Паротяг ГР-336 на дитячій залізниці у Києві

Парові́з, парово́з або паротя́г (англ. Steam locomotive, нім. Dampflokomotive) — локомотив, що використовує парову машину як двигун. Перший подібний локомотив збудував Річард Тревітік 1804 року. Найпершим локомотивом, на який згодом стали схожі всі наступні паротяги, став локомотив «Ракета», збудований Джорджем Стефенсоном 1829 року.
Паровози були переважним видом тяги на залізницях до 1960-х, коли їм на заміну прийшли ощадніші типи локомотивів — тепловози й електровози.
Завдяки паровозу з'явився залізничний транспорт, і паротяги виконували основний обсяг перевезень у XIX і першій половині XX століття, відігравши колосальну роль у піднесенні економіки цілого ряду країн.
Цікаво, що паротяг було розроблено на десятки років раніше за велосипед, отже можна змінити відомий вислів про винайдений велосипед.

## Назва
Слово паровоз напевно походить і запозичено до української, з російської мови. Винахід рос. паровоз приписується М. І. Гречу, який всередині XIX століття видавав газету «Северная пчела». Доти в Царській Росії паровоз називали самокатная паровая машина (або просто «машина»), паровая фура, паровая телега, пароходка (у Черепанових і В. А. Жуковського), і навіть пароход (у сучасній російській мові останнє слово вживається в значенні «пароплав»).
У 1836 році через майбутнє відкриття Царськосільської залізниці у «Северной пчеле» № 223 від 30 вересня з'явилося таке повідомлення: «Немедленно по прибытии паровых машин, которые для отличия от водяных пароходов можно было бы назвать паровозами, последуют опыты употребления их…»
У перших звітах будівельника Царськосільської залізниці Ф. А. Герстнера трапляється: «парова машина», «паровий екіпаж», «парова карета». З 1837 Герстнер вже застосовує слово «паровоз». У звітах Царськосільської залізниці слово «паровоз» вперше з'являється 8 лютого того ж року.
В українській мові XIX — початку XX століть також не існувало усталеної залізничної термінології. У «Малоруско-нїмецкому словарі» Є. Желехівського і
С. Недільського наведені слова паровіз («паровоз, паровий локомотив») і парострій («парова машина»). «Словарь росийсько-український» М. Уманця і А. Спілки 1893—1898 рр. також наводить форму паровіз. У Словарі української мови Б. Д. Грінченка, укладеному на початку XX ст., слова паровоз, паровіз відсутні, а для позначення парового локомотива наведене локомотива/льокомотива (пор. пол. lokomotywa).
Після проголошення УНР почалися спроби упорядкувати, серед іншого, і залізничну термінологію. У виданих тоді «Московсько-Українському термінольоґічному словнику» та «Українсько-Московському термінольоґічному словнику» для створення національної української термінологічної бази було залучено велику кількість діалектизмів, застарілих слів і новотворів. «Словник технічної термінології» під редакцією І. Шелудька і Т. Садовського 1928 року запропонував для заміни іншомовних паровоз, локомотив, льокомотива новотвір паротяг. У «Словнику транспортової термінології: Проєкт» 1932 р. зберігався напрямок на уникнення іншомовних запозичень. Всі ці словники містили в своїй назві слово «Проєкт», отже були значною мірою дослідними. Надалі з 1933 року і аж до відновлення незалежності транспортна термінологія, як і технічна, залишалася наближеною до російської, англійської, німецької тощо. У радянському словнику української мови (СУМ-11), виданому в 1970-х, паротяг наведено з позначкою «застаріле». Після 1991 року, деякі укладачі словників намагаються впровадити в ужиток частину термінології проєктів 1928 і 1932 років: наприклад у «Російсько-українському політехнічному словнику» 2013 року, російське паровоз перекладається як паротяг, паровоз, а тлумачний словник ВТССУМ від 2001 року, наводив паротяг другим після паровоз.

## Історія

Перший у світі паровоз конструкції Річарда Тревітіка, 1801

Першим, хто зумів зробити паровий візок, що котиться рейками, став британський інженер Річард Тревітік, який до кінця XVIII століття був відомим завдяки створеним легких, але потужних парових котлів. Перший паровоз він створив наприкінці 1803, однак офіційним роком народження паровоза вважається 1804, коли Тревітік отримав патент на винахід. Паровоз, який назвали «Pen-y-Darren», значно відрізнявся від його «нащадків». На ньому один циліндр розкручував велике колесо-маховик, від якого через зубчасту передачу приводилися обидві колісні пари. Випробування цього паровоза відбувалися поблизу міста Мертір-Тідвіл (Уельс, Велика Британія), де 21 лютого паровоз уперше проїхав з вагонетками, тобто провів перший у світі поїзд. 1808 Тревітік створив новий паровоз, який почав використовувати на кільцевій залізниці-атракціоні «Злови мене, хто зможе».
На той час на великих підприємствах активно використовувалася кінна тяга, застосування якої істотно обмежувало вагу вантажу, і швидкість пересування була невелика. Це незабаром привело багатьох власників великих підприємств до думок про початок застосування у перевезенні вантажів, парових машин. Також початком використання в промисловості паровоз був зобов'язаний і Наполеонівськім війнам, через які зросли ціни на зернові, зокрема на корми. Через це значно зросла вартість утримання коней. 1811 відбулася спроба застосування паровоза для переміщення вагонеток із вугіллям, але легкий паровоз не зміг потягнути важкий поїзд, а став буксувати на місці. Внаслідок цього виникла помилкова думка про неможливість розвинути паровозу з гладкими колесами на гладких рейках достатньої сили тяги, через це 1812 року, для Мідльтонських копалень був створений паровоз «Бленкінсоп», в якому сила тяги здійснювалася зубчастим колесом, що котилося зубчастою рейкою.
У 1813 під керівництвом Вільяма Гедлі було створено паровоз «Пихкаючий Біллі», котрий тягнув поїзди завдяки силі зчеплення гладких коліс із гладкими рейками, тим самим руйнуючи помилкову теорію. Паровоз був незграбний і повільний, але багато інженерів угледіли в ньому серйозну противагу коням. Серед них був машинний майстер Джордж Стефенсон, який 1814 побудував власний перший паровоз, а згодом став відомим як паровозобудівник і діяльний прихильник застосування залізниць.
27 вересня 1825 відкрилася перша у світі громадська залізниця Стоктон-Дарлінгтон. Рух нею відкрив паровоз «Locomotion» (англ. «Рух»), який провіз перший поїзд. Назва паровоза досить скоро стала загальною, згодом всі рейкові рухомі тягові засоби почали називати на манер паровоза — локомотивами.
Сполучені Штати почали розробку паровозів 1829. Першим локомотивом був Tom Thumb (Мізинчик) залізниці Балтимор — Огайо. Першою вдалою паровозною залізницею у США була Південно-Каролінська залізниця, яка запустила перший потяг 25 грудня 1830 із паровозом Best Friend of Charleston. Багато ранніх локомотивів для американських залізниць імпортувалися з Британії, зокрема Stourbridge Lion і John Bull, але швидко розвинулося власне виробництво, яке у 1830-их випускало такі локомотиви як DeWitt Clinton.
Перша залізниця в Континентальній Європі відкрита 5 травня 1835 в Бельгії, між Мехеленом і Брюсселем.
На теренах України перші паротяги почали рух на Галичині 1858 року.

## Будова паровоза
1 — топка;
2 — зольник;
3 — паровий котел;
4 — димова коробка;
5 — будка;
6 — тендер;
7 — сухопарник;
8 — запобіжний клапан;
9 — клапан регулятора;
10 — пароперегрівник;
11 — парова машина;
12 — конус;
13 — паророзподільчий механізм;
14 — привод регулятора;
15 — екіпаж;
16 — підтримувальний візок;
17 — бігунковий візок;
18 — букса;
19 — ресорне підвішування;
20 — колодка гальма;
21 — пароповітряний насос;
22 — зчіпний пристрій;
23 — свисток-тифон;
24 — пісочниця.
Попри різноманітність конструкцій, всі паровози мають три основні взаємопов'язані частини: паровий котел, парова машина та екіпаж.
Паровий котел служить для отримання пари, тобто є первинним джерелом енергії. Пара на паровозі є основним робочим тілом у багатьох пристроях і механізмах і насамперед в тяговій паровій машині, яка перетворює енергію пари на зворотно-поступальний рух поршня, який своєю чергою за допомогою кривошипно-шатунного механізму переробляється на обертальний, змушуючи крутитися рушійні колеса. Крім цього, пара служить для привода пароповітряного насоса, паротурбогенератора, а також використовується в звукових сигналах — свистку і тифоні. Екіпаж паровоза, що складається з рами і ходових частин, є ніби пересувною основою (остовом) паровоза і служить для несення обладнання і для пересування паровоза по рейках. Також іноді в основні частини паровоза долучають і тендер — причіплюваний до локомотива вагон, що служить для зберігання запасів води і палива.

### Ходова частина

Спосіб роботи ходової частини

Ходова частина складається з рами і приєднаних до неї через букси колісних пар. Залежно від функцій розрізняють такі види пар:
- Рушійні — колісні пари, на які безпосередньо передається тягове зусилля від шатунів.
- Підтримувальні — колісні пари, на які не передаються тягові зусилля від шатунів, розташовані позаду рушійних.
- Бігункові чи бігунки — колісні пари, на які не передаються тягові зусилля від шатунів, розташовані попереду рушійних.

### Парова машина
Парова машина охоплює котел (водотрубний або жаротрубний) з циліндрами, поршнями і шатунами. Для нагрівання котла у середній частині паровоза, між машиною і будкою машиніста, розміщена топка, закритий люком отвір якої виходить у будку. Під колосниками топки розташований зольник — бункер для збору золи й шлаку. Дим з топки надходить у димову коробку в передній частині паровоза, а з неї через трубу виходить в атмосферу.
Пара з котла йде спочатку в сухопарник, де очищається від дрібних водяних крапельок і частинок накипу. Потім вона надходить у пароперегрівник, де додатково нагрівається, що підвищує її енергію. Через паророзподільчий механізм, споряджений золотниками, вона подається в розташовані обабіч корпусу циліндри, де після відпрацювання виходить в атмосферу (існували конструкції з охолодженням відпрацьованої пари і її поверненням до котла). Шатуни поршнів (дишлі) через кривошипи обертають рушійні колісні пари.

### Допоміжні пристрої
До іншого обладнання паровоза належать:
- Пісочниця — пристрій для підсипання піску на рейки для підвищення зчіплюваності коліс.
- Тифон — пристрій для подачі звукових сигналів.
- Фара — пристрій для освітлення шляху.
- Колієочисник (розм. «метільник») — пристрій для скидання з рейок попереду паровоза сторонніх предметів.

## Російська навала 24 лютого 2022 року
Через Російське вторгнення в Україну, варварське руйнування цивільної інфраструктури російськими військами, виникли питання щодо пасажирських перевезень. Водночас, нестача пального в Україні спричинила скасування багатьох автобусних рейсів. Власне через це, на початку червня Укрзалізниця відновила рух вузькоколійкою Голованівськ-Гайворон-Рудниця, протяжністю 130 км, та курсування ретро-потягу.

## Інтернет-ресурси
- Залізнична спадщина України: https://www.facebook.com/groups/1615185788757122/posts/1814435818832117/